# Toponimo
Il toponimo (dal greco antico τόπος?, tòpos, "luogo" e ὄνομα, ònoma, "nome") è il nome proprio di un luogo geografico. Il suo studio, la toponomastica, rientra nella categoria più vasta dell'onomastica, cioè lo studio del significato e dell'origine di un nome proprio, sia esso di un luogo o di una persona (in questo caso si parla di antroponomastica).

## Classificazione
Dei toponimi si distinguono:
- gli idronimi, riferiti a corsi d'acqua (es. Reno, dalla radice gallica *rēno- ‘fiume’);
- i limnonimi, riferiti a laghi (es. Benaco, dal celtico *bennacos ‘cornuto’);
- gli oronimi, riferiti a rilievi montuosi (es. Alpi Pennine, dall'antico italico (osco, piceno, vestino) *pennos "sommità");
- i poleonimi, riferiti a centri abitati (es. Milano, dal latino Mediolanum "piana di mezzo");
- i coronimi, riferiti a regioni (es. Cadore, dal latino *catubri(g)um "roccaforte")[1];
- gli odonimi, riferiti a vie, piazze, strade;
- i nesonimi, riferiti ad isole, scogli, atolli, secche ed affioramenti dalle acque (es. Corfù);
- i fitonimi, nomi di formazioni vegetali;
- i fitotoponimi, toponimi derivati da fitonimi;
- i dendronimi, specificamente nomi di alberi.

I toponimi propriamente detti, cioè i nomi di paesi e città, hanno generalmente origine o da una caratteristica geografica locale o da un nome di persona (il fondatore, il proprietario di un antico fondo, ecc.).
L'origine dei toponimi è varia: possono derivare da elevazioni in genere (motta, morro e poggio), cime in genere (cima, pania, vetta), fianchi montani (balza, ripa, costa), passi (giogo, forca), valli (fossa, gravina), cavità particolari (calanchi, dolina), frane (lavina, lizza), corsi d'acqua (rio), forma delle cime (guglia, pizzo), forme particolari (cenge), forme vallive e corsi d'acqua corrispondenti (botro, gorgia, fiumara), formazioni rocciose in genere (perda, rocchetta), il genere di roccia (gabbro, genga), paesaggi particolari (giara, magredi), boschi o altre associazioni vegetali (faggeta, loreto), colture (oliveto), miniere (allumiere, moia), attività metallurgica (forno, ferriera).
Per gli insediamenti, valgono innanzitutto i suffissi: -ano, -ana (di origine latina), -ago, -aga, -ico, -ica (di origine gallica), -engo (di origine germanica).
In particolare, i toponimi con suffisso in -ano, -ana si sono formati dall'aggettivazione del nome del proprietario del fondo sul quale è sorto l'insediamento e sono detti prediali (ad esempio: Salviano, da fundus salvianus, cioè "fondo (agricolo) appartenente a Salvius").
I nomi di origine germanica risalgono per lo più al periodo delle invasioni barbariche, e in particolare alla dominazione longobarda. Tra gli elementi più comuni, i suffissi -engo, -bergo, -aldo e nomi come fara (stirpe o l'insieme dei terreni presi in possesso nelle terre occupate dalle spedizioni longobarde), marca (confine), sala (abitazione del padrone), guardia (guarnigione).
In Sicilia hanno una certa diffusione i toponimi di origine araba, eredità del periodo islamico dell'isola. Appartengono a questa serie i nomi in calat- o calta- (da qalat, fortezza), sciara (da sahar, roccia), in racal- (da rahal, casale) e quelli formatisi da parole come al-Karah ("la via", per esempio Lercara o Alcara) o da al-qantar ("ponte", per esempio Alcantara). La città di Marsala deve il toponimo a marsa ("porto") unito a un altro sostantivo ancora non identificato con certezza, tra cui ʕálam (bandiera), Alī (Alì) e ʿāliyy (grande). Anche l'isola di Pantelleria deriva il proprio nome dalla lingua araba: "bintu-el-riah", ossia "figlia del vento".
I toponimi con nomi religiosi sono soprattutto di origine medievale (pieve, badia, angeli, paradiso e innumerevoli santi). Il toponimo derivato da un nome di santo (agionimo) è detto agiotoponimo. Sono esempi di agiotoponimi San Benedetto del Tronto, San Cassiano, Santa Maria Capua Vetere, Monte Sant'Angelo. Sammichele di Bari (da San Michele), Santeramo in Colle (da Sant'Erasmo).
Esistono poi numerosi toponimi basati su eponimi, ossia sui nomi di personaggi storici o mitici o divinità: Atene, Roma, Europa, America, Colombia, Alessandria d'Egitto, Bolivia, Cesarea, Costantinopoli, Washington, etc.
Infine ci sono toponimi formatisi dal rapporto tra l'insediamento e la viabilità antica, per cui alcuni alludono a incroci, come Treppo Carnico (da trivio) o Codroipo (da quadrivio), altri alle distanze in miglia romane (ad esempio, Quarto al Mare, Sesto Fiorentino, Decimomannu).